# Serratia proteamaculans
Serratia proteamaculans là trực khuẩn Gram âm, kỵ khí tùy nghi.